# Bernardino León Gross
Bernardino León Gross (Màlaga, 20 d'octubre de 1964), polític i diplomàtic espanyol. Gran coneixedor de la política de la Mediterrània i del Món Àrab. Ha estat destinat a les ambaixades espanyoles de Libèria, Alger i Grècia i ha ocupat diversos càrrecs al govern espanyol. A la Unió Europea ha assumit diverses responsabilitats entre elles enviat especial per al Mediterrani sud (2011-2014). De l'1 de setembre de 2014 al 4 de novembre de 2015 va ser representant Especial del Secretari General de l'ONU per a Líbia i cap de la Missió de Suport de Nacions Unides a Líbia (UNSMIL).
Ha publicat nombrosos treballs sobre temes del món àrab i la seva relació amb Occident i ha impartit conferències sobre aquests temes en diverses universitats.

## Biografia
Fill de Bernardino León Díaz, antic gerent de l'Empresa Municipal d'Aigües de Màlaga i fotògraf naturalista, i de Cristina Gross, descendent d'immigrants alemanys. Té dos germans menors Teodoro (professor de Periodisme a la Universitat de Màlaga i columnista del Diari Sud) i Jorge (advocat), i una germana menor Ebee (psicòloga). Està casat amb Regina Reyes Gallur des de 1994, companya en la Facultat de Dret, i tenen tres fills en comú.

## Estudis
Va estudiar en el col·legi Jesuïta Sant Estanislao de Kostka de Màlaga. És Llicenciat en Dret per la Universitat de Màlaga on va estar vinculat al departament de Dret Internacional al capdavant del qual estava el catedràtic Alejandro J. Rodríguez Carrión, al que León considera un dels seus mestres. Es va diplomar en estudis internacionals al Centre d'Estudis Internacionals de la Universitat de Barcelona (1988) i ha cursat també estudis de relacions internacionals en el King’s College de Londres i La Sorbona en París. Ingressa en la carrera diplomàtica l'any 1989.

## Carrera professional
Des de l'inici la seva trajectòria professional ha estat molt centrada en negociacions, en diferents escenaris internacionals. A principis dels 90 va realitzar missions especials a Àfrica Subsahariana durant la guerra civil a Libèria, a Sierra Leone i les crisis de Zaire i Líbia i en 1997, a Ruanda i Burundi, on va negociar en nom del Govern Espanyol una investigació independent després de l'assassinat de tres cooperants espanyols.
Va ser Cap del Servei de Coordinació en el Gabinet del Secretari d'Estat de Cooperació Internacional i per a Iberoamèrica (1989-1990), va assumir la Segona Prefectura de l'Ambaixada d'Espanya a Libèria (1990-1991), Cap de Gabinet del President de la Comissió Nacional del V Centenari (1991-1992), Cònsol d'Espanya a Alger (1992-1995) i Ministre Conseller en l'Ambaixada d'Espanya a Atenes (1995-1998).
Des de 1998 fins a 2001 va ser Cap de Gabinet i Portaveu del Representant Especial de la UE per al Procés de Pau d'Orient Mitjà, Miguel Ángel Moratinos càrrec que deixà per assumir la direcció de la Fundació "Tres Cultures" (2001-2004).
En 2004 va ser nomenat Secretari d'Estat d'Afers Exteriors d'Espanya. El 14 d'abril de 2008 va passar a ocupar el càrrec de Secretari General de la Presidència del Govern, convertint-se en el principal assessor en política exterior del cap de l'executiu espanyol, José Luis Rodríguez Zapatero. Durant aquesta etapa, León es va ocupar, entre altres qüestions, de negociar la incorporació d'Espanya al G-20 que augmentà el seu prestigi internacional com a negociador.
En 2011 va ser nomenat Representant Especial de la Unió Europea per a la regió del Sud de la Mediterrània, proposat per Catherine Ashton. Aquest nomenament va ser la resposta comunitària a la Primavera Àrab. León es va centrar en el diàleg europeu amb els països àrabs que van iniciar la seva transició cap a la democràcia entre ells Tunísia, Jordània o el Marroc.
L'agost de 2014 León fou nomenat Sotssecretari General de Nacions Unides, i representant del Secretari General de l'ONU a Líbia. Un càrrec que, amb l'aval del Consell de Seguretat, porta aparellada la prefectura de la Missió de Suport de les Nacions Unides a Líbia (UNSMIL) i que va assumir des de l'1 de setembre en substitució del libanès Tarek Mitri al 4 de novembre de 2015.

## Trajectòria política
Des de la seva joventut León ha mostrat inquietud i compromís polític i social. En la seva etapa universitària va liderar en diverses ocasions l'associació de "Estudiants pel Progrés".
Es va afiliar al PSOE l'any 1998. I va assumir la Sotssecretaria General del PSOE de Màlaga en 2008 i la Secretaria General de l'Agrupació Municipal del PSOE de Màlaga de 2009 fins a septembre de 2014.
En les primàries celebrades en 2014 per a l'elecció del Secretari General del PSOE, va avalar la candidatura d'Eduardo Madina.

## Traduccions
Bernardino León ha traduït al castellà diversos textos sobre les relacions entre Israel i els països àrabs: El Mur de Ferro d'Avi Shlaim Editorial Almed (2003) i de l'assaig sobre el tractament de l'Islam en els mitjans de comunicació Cobrint l'Islam, d'Edward Said Editorial Debate–Random House Mondadori (2005).

## Fundació Barenboim-Said
Per encàrrec del músic Daniel Barenboim, l'escriptor Edward Said i la Junta d'Andalusia a 2004 León creà la Fundació Barenboim-Said per a la Música i el Pensament" dedicada a tots dos intel·lectuals amb seu a Sevilla. També dirigeix el projecte "West-East Divan Orchestra", l'orquestra de joves àrabs i israelians amb Daniel Barenboim al capdavant, per la qual Barenboim i Edward Said van rebre el Premi Príncep d'Astúries de la Concòrdia 2002.

## Condecoracions
Condecorat pel Ministeri d'Afers Exteriors tres vegades: 1991, per la seva labor a Zaire, Líbia i Libèria; 1995, pel seu treball a Algèria, i l'any 2001, després de deixar Orient Pròxim.
En 1998 se li atorga la Creu del Mèrit Naval.